# Rhynchopsitta
A fenyőpapagáj (Rhynchopsitta) a madarak osztályának papagájalakúak (Psittaciformes) rendjébe, a papagájfélék (Psittacidae) családjába és az araformák (Arinae) alcsaládjába tartozó nem.

## Rendszerezésük
A nemet Charles Lucien Jules Laurent Bonaparte francia ornitológus írta le 1854-ben, az alábbi fajok tartoznak ide:
- Vastagcsőrű fenyőpapagáj (Rhynchopsitta pachyrhyncha)
- Barnahomlokú fenyőpapagáj (Rhynchopsitta terrisi)

## Előfordulásuk
Mexikó területén honosak, az Amerikai Egyesült Államokbeli jelenlétük bizonytalan. Természetes élőhelyeik a szubtrópusi vagy trópusi hegyi esőerdők és mérsékelt övi lombhullató erdők.

## Megjelenésük
Átlagos testhosszuk 43-45 centiméter körüli.

## Természetvédelmi helyzetük
Mind a két faj elterjedési területe kicsi, egyedszámuk is kicsi és szintén csökken. A Természetvédelmi Világszövetség Vörös listáján veszélyeztetett fajként szerepelnek.

## Külső hivatkozás
- Papagájok hivatalos magyar neve, természetvédelmi státusza és bejelentési kötelezettsége Magyarországon